# Publi Pomponi Grecí
Publi Pomponi Grecí (en llatí Publius Pomponius Graecinus) va ser un magistrat romà que va viure al segle i.
Va ser designat cònsol sufecte l'any 16. Era amic i patró d'Ovidi que li va dirigir almenys tres epístoles des del seu exili. Va ser germà de Publi Pomponi Flac i probablement també el pare de Pompònia Grecina.